# Ecpleopodinae
Sous-famille
Synonymes
- Ecpleopinae Fitzinger, 1843

Les Ecpleopodinae sont une sous-famille de sauriens de la famille des Gymnophthalmidae.

## Répartition
Les espèces de cette sous-famille se rencontrent en Amérique du Sud et en Amérique centrale.

## Liste des genres
Selon The Reptile Database (9 janvier 2016) :
- Amapasaurus Cunha, 1970
- Anotosaura Amaral, 1933
- Arthrosaura Boulenger, 1885
- Colobosauroides da Cunha, Lima-Verde & Lima, 1991
- Dryadosaura Rodrigues, Freire, Pellegrino & Sites, 2005
- Ecpleopus Duméril & Bibron, 1839
- Leposoma Spix, 1825
- Marinussaurus Peloso, Pellegrino, Rodrigues & Avila-Pires, 2011
- Pantepuisaurus Kok, 2009

## Publication originale
- Fitzinger, 1843 : Systema Reptilium, fasciculus primus, Amblyglossae. Braumüller et Seidel, Wien, p. 1-106. (texte intégral).